# Noor van Crevel
Noor van Crevel (Den Haag, 4 april 1929 – Amsterdam, 6 mei 2019) was maatschappelijk werker en feminist, een van de oprichters van de lesbische actiegroep Paarse September (1972) en van het eerste Blijf-van-m'n-Lijf Huis (1974), en medeoprichter van de joodse Stichting Blanes.

## Jeugd en opleiding
Van Crevel werd op 4 april 1929 geboren in Den Haag. Haar vader, Marcus van Crevel, was musicoloog en rector van een middelbare school; haar moeder was Carrie van Oss. Het gezin telde vier kinderen. Haar grootvader van moederskant was joods en zat in de Tweede Wereldoorlog bij het gezin Van Crevel ondergedoken. Zij voelde zich sterk verbonden met het lot van hem en zijn joodse familie. 
Van haar vierde tot haar dertiende jaar leed Van Crevel aan een belastende nierziekte. Als tienjarige lag ze lang in het ziekenhuis waar ze naar eigen zeggen werd behandeld door een sadistische arts, een ervaring die ze levenslang met zich meedroeg. Op haar dertiende werd door een andere arts de juiste diagnose gesteld en na een operatie was ze hersteld. 
Na het gymnasium wilde zij aanvankelijk psychologie studeren, maar het werd de School voor Maatschappelijk Werk, op advies van de beroepskeuzeadviseur die psychologie niets voor een meisje vond. Ze studeerde af op een scriptie over Joodse oorlogspleegkinderen.
In 1951 verhuisde ze naar Helmond voor haar eerste baan, als bedrijfsmaatschappelijk werkster bij de textielfabriek Vlisco. Daar ontmoette ze zowel Stéphanie de Voogd die haar vriendin werd, als Henk Krekel, haar latere echtgenoot.
Van Crevel en Krekel huwden in 1954 en kregen vier kinderen, twee dochters en twee zoons. In het Lesbisch Prachtboek (1979) schreef Van Crevel in een artikel over lesbisch moederschap over deze periode, hoe weinig steun ze van haar eigen moeder kon vragen en hoe pijnlijk de scheiding in 1969 was met vier kinderen.

## Lesbische beweging
In 1969 maakte zij de rellen na de inval bij Stonewall Inn mee, tijdens een bezoek aan haar toenmalige geliefde in New York. Deze nam haar mee naar een bijeenkomst van Daughters of Bilitis, een Amerikaanse, eind jaren vijftig opgerichte lesbische groep. Een besloten club, op een geheim adres, waar behalve gedanst en gedronken ook veel werd gediscussieerd over allerlei thema’s. Onder andere over het wel of niet meedoen aan de acties die volgden op de inval bij Stonewall Inn. Dat solidariteit met de mannen niet een vanzelfsprekendheid was maar eerst moest besproken, maakte diepe indruk op Van Crevel en zette haar aan het denken.
In 1970 vertrok zij met twee van haar kinderen en met Stéphanie de Voogd naar Amsterdam, waar zij als docente ging werken op de sociale academie De Aemstelhorn.

### Paarse September
Samen met Stéphanie de Voogd plaatste zij in 1971 een advertentie in Vrij Nederland: “op zoek naar pientere lesbische vrouwen”. Ze kenden niemand en konden geen aansluiting vinden bij het COC. Uit de reacties op de advertentie kwam een praatgroep voort, later ‘Purperen Mien’ geheten, waaraan ook Maaike Meijer deelnam. Purperen Mien schreef brieven aan het COC, dat ze te weinig gepolitiseerd vonden en te zeer op mannen gericht, en aan de actiegroep Wij vrouwen eisen om de heteronormativiteit aan de orde te stellen. Zij vonden inspiratie in Amerikaanse lesbische groepen als Daughters of Bilitis en het blad The Furies. Purperen Mien mengde zich in maatschappelijke discussies door ingezonden brieven in media en het organiseren van debatten.
De groep ontwikkelde zich tot de radicale actiegroep ‘Paarse September’ (1972-1974) en gaf een krant uit: Paarse September, alternatieve vrouwenkrant. Belangrijk thema's waren verzet tegen heteroseksualiteit als norm en het politieke karakter van homoseksualiteit (‘lesbisch zijn als politieke keuze’).
Paarse September uitte zich zeer kritisch op de toen opkomende feministische en homo-initiatieven, zoals de hetero-praatgroepenbeweging (vanwege het impliciet onderschrijven van de heteronorm), het feministisch maandblad Opzij (idem), het COC (‘te zeer gericht op mannen’) en de biseksuele belangenvereniging 7152 (‘te a-politiek’). Paarse September hief zichzelf na twee jaar op, maar heeft door haar confronterende aanpak grote invloed gehad op het feministisch denken in Nederland.. Ze kunnen gezien worden als de belangrijkste Nederlandse representanten van het lesbisch feminisme.
De lesbisch-feministische strijd werd vanaf 1976 voortgezet door het platform Lesbian Nation dat in Amsterdam veel acties en manifestaties op touw zette en doorging tot diep in de jaren tachtig. In de documentairefilm ‘De stad was van ons’. Radicaal feminisme in de jaren ‘70 (2019) van Netty van Hoorn blikte Van Crevel als een van de pioniers uit Paarse September terug op die tijd.
Van Crevel heeft meegewerkt aan verschillende initiatieven voor vrouwen die op latere leeftijd lesbisch worden. Zo stuitte ze op de activiteiten van het Mozeshuis in Amsterdam dat de korte cursus Lesbisch op Leeftijd organiseerde, geïnitieerd door de Werkgroep Ouderenbeleid COC-Amsterdam. Vanuit haar achtergrond als groepswerker is zij een praatgroep voor oudere lesbische vrouwen gaan geven bij het COC. Vervolgens ontwikkelde ze samen met Ellen van de Broek en Gertrudie Boersen een methodiek voor de begeleiding van deze groepen. Na haar vijftigste bezocht zij De Brug, een informele sociëteit voor oudere lesbische vrouwen. Daar leerde zij Tine Eijsten kennen, haar levenspartner sinds 1981.

## Vrouwenopvang
Vanuit Van Crevels werk als docent op de Sociale Academie De Aemstelhorn ontstond het idee om een concreet en urgent feministisch project op te zetten. Vrouwenmishandeling was een wijdverbreide praktijk die nog nauwelijks ter discussie stond. Met collega Martine van Rappard en Anita Aerts, en geïnspireerd door het eerste opvanghuis voor mishandelde vrouwen in Londen, richtte ze in 1974 het eerste Blijf van m’n Lijf Huis in Amsterdam op, voor vrouwen én kinderen. Het project ging samen met scholingssessies voor politie, huisartsen, maatschappelijk werkers en overheden. Van Crevel heeft daar met haar team zes jaar als vrijwilliger gewerkt en maakte van vrouwenmishandeling een zichtbaar en erkend probleem. 

## Activiteiten buiten de vrouwenbeweging
Ze legde zich toe op het schrijven. In het begin van de jaren tachtig volgde ze bij Vonne van der Meer een cursus beeldend schrijven van korte verhalen en tussen 1996- 1998 bij het Joods Maatschappelijk Werk een aantal cursussen Levensverhalen schrijven. Zij heeft op diverse terreinen gepubliceerd, onder andere in Lesbisch Prachtboek en een artikel in het lesbisch-culturele tijdschrift Lust & Gratie (lente 1984), over haar tuin op Volkstuinencomplex ‘Klein Dantzig’ en haar liefde voor bloemen en planten. Ook leidde het schrijven tot de uitgave in eigen beheer van Echt gebeurd is geen excuus: herinneringen en verdichtsels (1999), ter gelegenheid van haar 70ste verjaardag.
In de jaren tachtig en negentig werd ze actief in het joods maatschappelijk werk. Ze volgde jarenlang colleges over Joodse geschiedenis en werd o.a. geïnspireerd door het werk van Prof. Lea Dasberg (hoogleraar pedagogiek). Groepswerk gericht op verandering was haar specialisatie als maatschappelijk werker. Noor van Crevel was mede-oprichter van en zeer betrokken bij Stichting Blanes, een kritisch platform voor culturele en politieke activiteiten over onderwerpen die joden in het bijzonder aangaan, opgericht eind 1988, opgeheven in maart 1999), lid van BLOG (Blanes Organisatie Groep) en van 1992 tot 1996 redactielid van het tijdschrift Blanes Joods kritisch kwartaalblad. 
Ze kreeg in 2008 de zilveren speld van stadsdeel Oost in Amsterdam voor haar bijdragen als vrijwilliger aan projecten in de buurt.
Noor van Crevel overleed in Amsterdam op 6 mei 2019, omringd door familie en haar levenspartner.

### Radio- en tv-optredens
- DINGEN DIE GEBEUREN - Integrale uitzending 19-10-1994, KRO - NIBG Taak ID: 661431
- Nieuwsprogramma. Vraaggesprekken over 20 jaar Blyf van myn Lyf-huizen, de veranderingen en de overeenkomsten tussen vroeger en nu met: medeoprichter Noor van Crevel; met directeur Judith Meyer; met oud-vrijwilligster Toos Bierhoff en met oud-bewoonsters Hennie Keizer en Agaat Maas. Geïllustreerd met een fragment uit een KRO-Brandpunt uitzending van 26-10-1974.
- HET GAAT WEL WEER OVER - Integrale uitzending 20-01-1983, NOS - NIBG Taak ID: 173252, Dragernummers: HET_GAAT_WEL-FHD00Z03FMX, _HET_GAAT_WEL-FHD00Z03G2C
- Portret van Noor van Crevel.  Noor van Crevel vertelt aan Agna Arens over haar leven en de ontdekking op latere leeftijd dat zij lesbisch is.
- VOOR DE BEVRIJDING - Integrale uitzending 29-09-1987, NOS - NIBG Taak ID 165874, Dragernummers VOOR_DE_BEVRI-FHD00Z03VV5
- Film van Wouter van Praag nav onthulling Homomonument en 40 jaar COC: interviews door Ischa Meijer (bb) met homoseksuelen over homoseksualiteit en discriminatie.  Interviews met: Benno Premsela; Hans van Manen ("Goed dat er een homomonument is gekomen"); Nicole Haane; Carla Brünot; Kor Bedée; Noor van Crevel; Hugo van Montfrans.
- Vrouwenopvang, serie oral-history-interviews  met sleutelfiguren in de geschiedenis van vrouwenopvang in Nederland (2014),  Atria, kennisinstituut voor emancipatie en vrouwengeschiedenis,  https://hdl.handle.net/11653/oral420  In de serie Vrouwenopvang is een oral history-interview opgenomen met Noor van Crevel.